# هانك بيترز
هانك بيترز (بالإنجليزية: Hank Peters)‏ هو لاعب كرة قاعدة أمريكي، ولد في 16 سبتمبر 1924 في سانت لويس في الولايات المتحدة، وتوفي في 4 يناير 2015 بسبب سكتة.